# Bruto Castellani
Pour les articles homonymes, voir Castellani.
Bruto Castellani (Rome, 1er décembre 1881 – Rome, 19 janvier 1933) est un acteur italien du cinéma muet ayant joué dans plus d'une trentaine de films de 1911 à 1928.

## Biographie
L'un des premiers rôles de Castellani fut celui d'Ursus dans le film Quo vadis ? tourné en 1912. Ce personnage le suivra pendant toute sa vie si bien que lorsque le film fut présenté à Londres devant le roi George V et la reine, le roi, parlant de lui, l'appela Ursus et le félicite tout en lui témoignant sa sympathie. Le physique et l'apparence de Castellani lui vaudra de camper des rôles de personnages sévères, qui effraient, et dans les années dix et vingt, il sera de presque tous les films en costumes tournés pendant cette période. Après Ursus, il joue dans Marc-Antoine et Cléopâtre en 1913, dans Jules César en 1914, dans Fabiola en 1918 où il est Vercingétorix, il tint en 1920 le rôle de Caïn dans le film La Sacra Bibbia. Dans le film Néron en 1922 il incarne Antée. En 1924 dans un remake de Quo vadis ?, Castellani fut doublé pour certaines scènes de lutte car, ayant passé la quarantaine, il n'avait plus son physique d'antan et il était devenu plus lourd. Atteint du diabète, il délaisse définitivement le cinéma en 1928. Il meurt en 1933.

## Filmographie partielle
- 1912 : Quo vadis ? d'Enrico Guazzoni
- 1913 : Une tragédie au cinéma en carnaval (Una tragedia al cinematografo) de Enrico Guazzoni
- 1913 : Marc-Antoine et Cléopâtre d'Enrico Guazzoni
- 1914 : Jules César d'Enrico Guazzoni
- 1918 : Fabiola d'Enrico Guazzoni
- 1922 : Ursus de Pio Vanzi
- 1924 : Quo vadis ? de Gabriellino D'Annunzio et Georg Jacoby
- 1925 : Ben-Hur de Fred Niblo
- 1926 : Les Derniers Jours de Pompéi de Carmine Gallone et Amleto Palermi